# Shlomo Argov
Pour les articles homonymes, voir Argov.
Shlomo Argov (14 décembre 1929 à Jérusalem - 23 février 2003 à Jérusalem) est un diplomate israélien. Il fut ambassadeur d'Israël au Royaume-Uni, et une tentative d'assassinat à son encontre a servi de prétexte pour déclencher l'intervention militaire israélienne au Liban de 1982.

## La tentative d'assassinat
Le 3 juin 1982, Shlomo Argov monte dans sa voiture, après un dîner au prestigieux Dorchester Hotel, sur Park Lane (Londres). Hussein Ghassan Said, Marwan al-Banna et Nawaf al-Rosan surgissent alors de nulle part. Said tire à deux reprises et une balle atteint la tête d'Argov. Celui-ci ne meurt pas mais passe trois mois dans le coma. Il reste ensuite paralysé à vie, nécessitant un accompagnement médical permanent reçu au centre médical Hadassah de Jérusalem.
L'attentat est mené par des membres de l'organisation Abou Nidal. Hussein Ghassan Said est un Jordanien, tout comme Marwan al-Banna, cousin d'Abou Nidal. Nawaf al-Rosan est enfin colonel des services secrets irakiens. Le garde du corps de Shlomo Argov touche à la tête le tireur, Said, et le blesse grièvement. Les deux autres membres du commando fuient en voiture mais sont rapidement arrêtés par la police, à Brixton.
Les motivations de l'attentat restent floues. Il semble que le groupe planifiait également l'assassinat de Nabil Ramlawi, représentant de l'OLP à Londres. Abou Nidal aurait pu souhaiter affaiblir ses rivaux de l'OLP par ce qu'Ariel Sharon a qualifié d'« étincelle qui a mis le feu aux poudres ». Mais la présence d'un colonel des services irakiens laisse également penser à une diversion pour mettre au second plan la guerre Iran-Irak. L'intervention militaire israélienne au Liban de 1982 est déclenchée le 6 juin et se termine par l'expulsion de l'OLP du Liban. Les services de renseignement israéliens étaient conscients que l'OLP n'avait aucun rapport avec l'attentat contre l’ambassadeur Shlomo Argov mais celui-ci constituait un prétexte recherché depuis plusieurs années par Israël afin de procéder à l'invasion du Liban.
Les trois hommes ont été condamnés à des peines allant de 30 à 35 ans de prison. Deux d'entre eux ont depuis été transférés dans un hôpital psychiatrique de haute sécurité. En 2003, âgé de 73 ans, Shlomo Argov décède des suites des séquelles de l'attaque.